# Офтальмоскопія
Офтальмоскопія — метод дослідження очного дна (сітківки та її судин, зорового нерва, судинної оболонки) за допомогою спеціальних приладів (офтальмоскопа).
Використовують при діагностиці відшаруванні сітківки, внутрішньоочних пухлин, сторонніх тіл та деяких інших патологічних змін.

## Види офтальмоскопії
Офтальмоскопія є двох основних видів:
- Пряма офтальмоскопія — проводиться за допомогою офтальмоскопу.
- Зворотня офтальмоскопія — окрім офтальмоскопу використовують лупи (+14 чи +30 дптр).